# Prima battaglia di al-Faw
La prima battaglia di al-Faw fu una battaglia della guerra Iran-Iraq, combattuta nella penisola di al-Fāw tra il 10 febbraio e il 10 marzo 1986.

## La battaglia
Il 9 febbraio 1986 l'Iran lanciò l'operazione Alba 8, un sofisticato e accurato assalto anfibio attorno allo Shatt al-'Arab contro le truppe irachene che difendevano la penisola di al-Faw che collegava l'Iraq al golfo persico.
Gli iracheni non ritenevano che gli iraniani fossero dotati di materiale adeguato a un'operazione anfibia, e la penisola era difesa da truppe di seconda linea. Gli iraniani gettarono dei ponti sullo Shatt al-'Arab e sconfissero i difensori iracheni per la maggior parte inquadrati nell'Esercito Popolare Iracheno, la cui resistenza crollò velocemente.  Catturando la penisola gli iraniani bloccarono il Golfo Persico ai loro avversari ed iniziarono a spingersi verso Bassora. Gli iracheni tentarono di riprendere subito la penisola ma mancavano di unità di fanteria leggera, e le pesanti unità meccanizzate irachene non potevano muoversi tra gli acquitrini e sul terreno cedevole; gli infruttuosi attacchi iniziali da terra effettuati senza coordinazione tra le unità corazzate e la fanteria raccogliticcia che doveva accompagnarle vennero contenuti dalla fanteria iraniana e dagli elicotteri d'attacco Cobra; successivamente gli iracheni tentarono un uso massiccio dell'aviazione, ma i bersagli a terra erano di basso profilo (postazioni scavate e non edifici) per gli aerei, che subirono pesanti perdite ad opera dei missili terra-aria; anche gli attacchi ai ponti furono infruttuosi e costarono tra i 20 e i 25 velivoli agli iracheni. L'Iran riuscì a mantenere la posizione contro diverse controffensive irachene tra cui una della Guardia repubblicana irachena, che comunque fermò l'avanzata iraniana, e una con attacchi chimici; per diversi mesi a dispetto delle alte perdite fu raggiunto uno stallo.
La prima battaglia di al-Faw fu un grande successo per l'Iran che riuscì a conquistare un'importante posizione strategica; così facendo però inizio a preoccupare diversi stati della regione in primis il Kuwait e l'Arabia Saudita che aumentarono il loro sostegno all'Iraq. La battaglia danneggiò il prestigio del presidente iracheno Saddam Hussein e il suo governo che iniziarono ad erigere massicce difese alla città di Bassora in previsione del conseguente assedio. Sebbene la battaglia si concluse nel marzo 1986 diversi combattimenti durarono fino all'aprile 1988 quando l'Iraq ricatturò l'intera Penisola di al-Fāw durante la seconda battaglia di al-Faw.